# Muness Castle

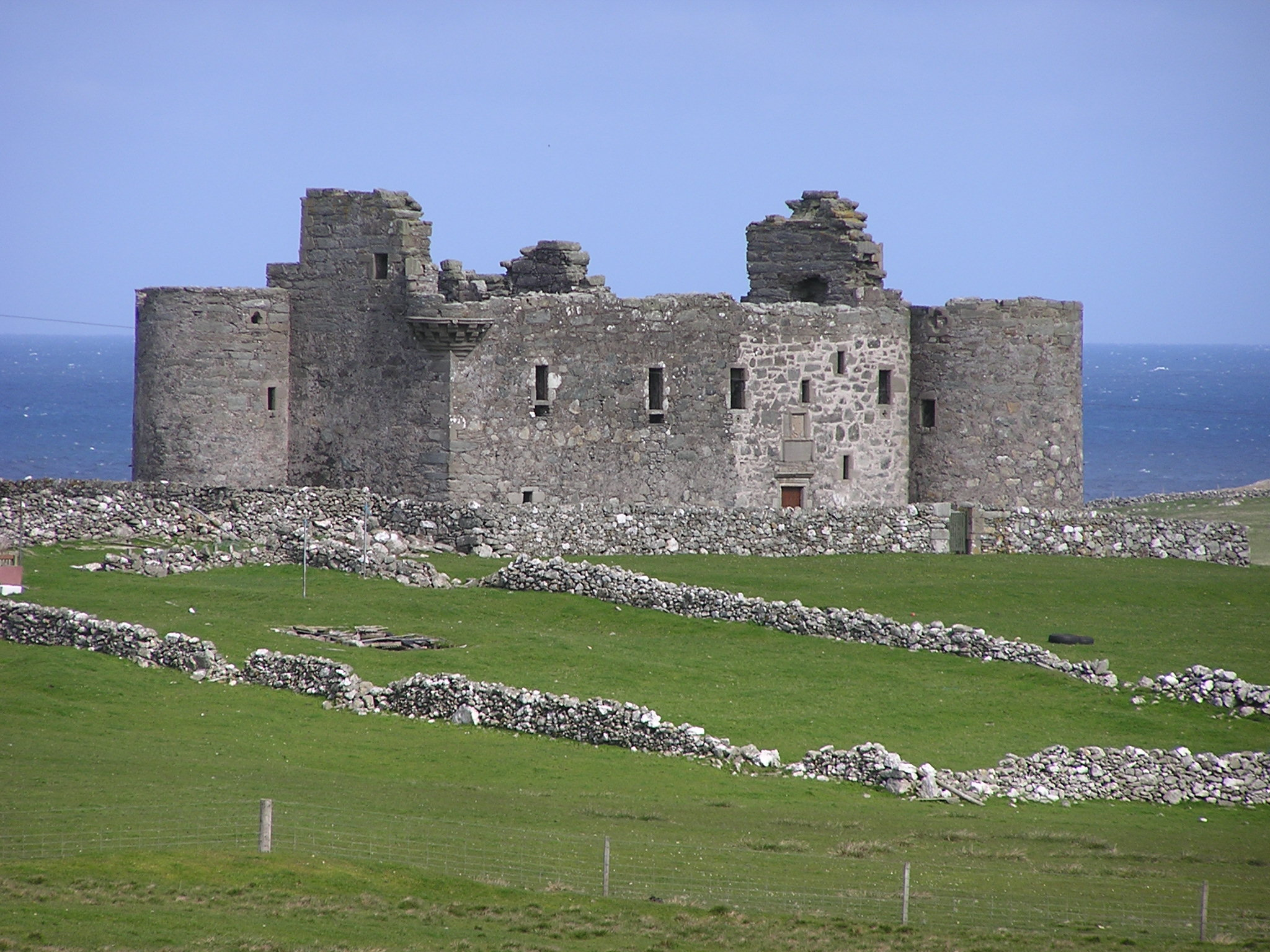
Muness Castle

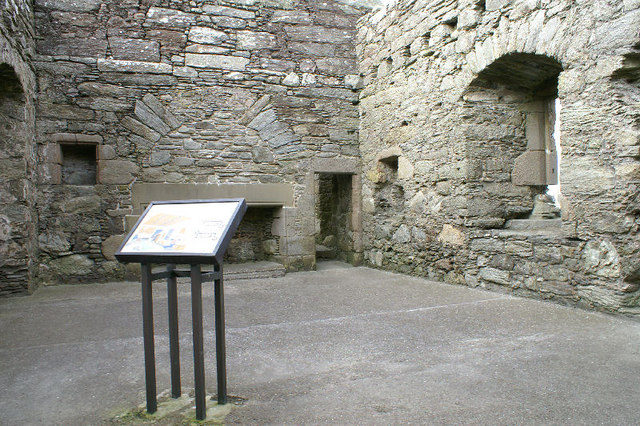
Innenraum von Muness Castle

Muness Castle ist eine Burgruine auf der schottischen Shetlandinsel Unst in der kleinen Ortschaft Uyeasound an der Südküste der Insel. Die Anlage ist als Scheduled Monument klassifiziert. Es handelt sich um die am weitesten nördlich gelegene Burg auf den britischen Inseln.

## Geschichte
Laurence Bruce, ein Nachfahre von Robert the Bruce und Halbbruder von Patrick Stewart, 2. Earl of Orkney, der wenige Jahre später Scalloway Castle auf Mainland errichten ließ, ließ Muness Castle im Jahre 1598 erbauen. Bruce war zuvor Laird in Perthshire, floh jedoch auf die Shetlandinseln, nachdem er einen Widersacher ermordet hatte. Für den Bau wurde Andrew Crawford verpflichtet, der auch später unter anderem Scalloway Castle errichtete, weshalb beide Bauwerke Ähnlichkeiten aufweisen. Als Laird oblag Bruce die Besteuerung in seinem Wirkungsbereich. Unter den Bewohnern der Inseln war Bruce unpopulär, nachdem er die Referenzgewichte seiner Waagen manipuliert hatte, um einen höheren Steuergewinn zu erzielen. Bruce wurde in Tingwall der Prozess gemacht, in dessen Konsequenz er seines Status enthoben wurde.
1627 wurde Muness Castle von Freibeutern in spanischen Diensten aus Dünkirchen niedergebrannt. Im Jahre 1713 nutzte die Niederländische Ostindien-Kompanie das Bauwerk zur Lagerung der geborgenen Fracht des Schiffes Rynenburgh. Um 1750 wurde Muness Castle letztendlich aufgegeben. Das Dachgeschoss wurde zerstört und die gewonnenen Steine wahrscheinlich zum Bau der Umfriedungsmauer verwendet.